# Linea 7 (CFL)
La linea 7 è una linea ferroviaria lussemburghese a scartamento ordinario lunga 20,40 km che unisce la capitale Lussemburgo con la cittadina di Pétange, nell'estremo sud-ovest del territorio granducale, presso la triplice frontiera con Francia e Belgio.
Superata la stazione di Pétange la ferrovia prosegue verso la cittadina francese di Longwy come linea 6h e verso la località belga come linea 6g e linea 6j.

## Storia
La ferrovia fu aperta al traffico l'8 agosto 1900, mentre l'elettrificazione entrò in funzione il 27 maggio 1981.